# Campsurus
Campsurus is een geslacht van haften (Ephemeroptera) uit de familie Polymitarcyidae.

## Soorten
Het geslacht Campsurus omvat de volgende soorten:
- Campsurus albicans (Percheron (in Guerin & Percheron), 1838)[1]
- Campsurus albifilum (Walker, 1853)[2]
- Campsurus amapaensis Molineri & Emmerich, 2010[3]
- Campsurus argentinus  Esben-Petersen, 1912[4]
- Campsurus assimilis Traver, 1944[5]
- Campsurus brasiliensis Traver, 1944[5]
- Campsurus burmeisteri Ulmer, 1942
- Campsurus claudus Needham & Murphy, 1924
- Campsurus corumbanus Needham & Murphy, 1924
- Campsurus cotaxe Molineri & Salles, 2017[6]
- Campsurus cristales Molineri & Granados-Martinez, 2019
- Campsurus cuspidatus Eaton, 1871
- Campsurus cuyuniensis Traver, 1947
- Campsurus dallasi Navás, 1927
- Campsurus dasilvai Molineri & Salles, 2017[6]
- Campsurus decoloratus (Hagen, 1861)
- Campsurus demeni Molineri & Salles, 2017[6]
- Campsurus dorsalis (Burmeister, 1839) [Palingenia]
- Campsurus duplicatus Spieth, 1943
- Campsurus emersoni Traver, 1947
- Campsurus essequibo Traver, 1947
- Campsurus evanidus Needham & Murphy, 1924
- Campsurus fuliginatus Molineri & Salles, 2013
- Campsurus gracilipenis Molineri & Salles, 2013
- Campsurus holmbergii (Weyenbergh, 1883) [Ephemera]
- Campsurus homaulos Molineri & Salles, 2013
- Campsurus indivisus Ulmer, 1942
- Campsurus inusitatus Molineri & Salles, 2017[6]
- Campsurus janae Molineri & Salles, 2017[6]
- Campsurus jorgenseni Esben-Petersen, 1912
- Campsurus juradinus Navás, 1930
- Campsurus latipennis (Walker, 1853) [Palingenia]
- Campsurus litaninensis Spieth, 1943
- Campsurus longicauda Navás, 1931
- Campsurus lucidus Needham & Murphy, 1924
- Campsurus mahunkai Puthz, 1973
- Campsurus major Needham & Murphy, 1924
- Campsurus melanocephalus Pereira & Da-Silva, 1991
- Campsurus meyeri Navás, 1934
- Campsurus molinai Molineri & Salles & Emmerich, 2015
- Campsurus mutilus Needham & Murphy, 1924
- Campsurus nappii (Weyenbergh, 1883) [Palingenia]
- Campsurus nessimiani Molineri & Salles, 2017[6]
- Campsurus notatus Needham & Murphy, 1924
- Campsurus pallidus Needham & Murphy, 1924
- Campsurus paranensis Navás, 1933
- Campsurus pedicellarius Spieth, 1943
- Campsurus pereirae Molineri & Salles, 2017[6]
- Campsurus pfeifferi Navás, 1931
- Campsurus pictetii Kirby, 1897
- Campsurus povilla Molineri & Salles, 2017[6]
- Campsurus quadridentatus Eaton, 1871
- Campsurus salobra Molineri & Salles, 2017[6]
- Campsurus scutellaris Needham & Murphy, 1924
- Campsurus segnis Needham & Murphy, 1924
- Campsurus sinamari Molineri & Salles, 2017[6]
- Campsurus striatus Needham & Murphy, 1924
- Campsurus truncatus Ulmer, 1920
- Campsurus ulmeri Traver, 1950
- Campsurus vichada Molineri & Granados-Martinez, 2019
- Campsurus violaceus Needham & Murphy, 1924
- Campsurus vulturorum Emmerich & Molineri, 2011
- Campsurus wappaei (Weyenbergh, 1883) [Ephemera]
- Campsurus yavari Molineri & Salles, 2013
- Campsurus zikani Navás, 1934
- Campsurus zunigae Molineri & Salles, 2017[6]